# 6-ホスホグルコノ-1,5-ラクトン
6-ホスホグルコノ-1,5-ラクトン（6-Phosphogluconolactone）はペントースリン酸回路の中間体である。6-ホスホグルコノ-δ-ラクトンとも言う。
グルコース-6-リン酸デヒドロゲナーゼの作用によってグルコース-6-リン酸の脱水素化によって作られ、6-ホスホグルコノラクトナーゼによって6-ホスホグルコン酸に変換される。